# Braunkohlen- und Brikett-Industrie AG
Die Braunkohlen- und Brikett-Industrie AG, kurz BUBIAG, war ein deutsches Unternehmen der Kohlewirtschaft. Die BUBIAG betrieb im Niederlausitzer, später auch im Mitteldeutschen und im Nordhessischen Revier mehrere Braunkohlebergwerke sowie einige nachgeschaltete Brikettfabriken, Schwel- und Kraftwerke.

## Geschichte

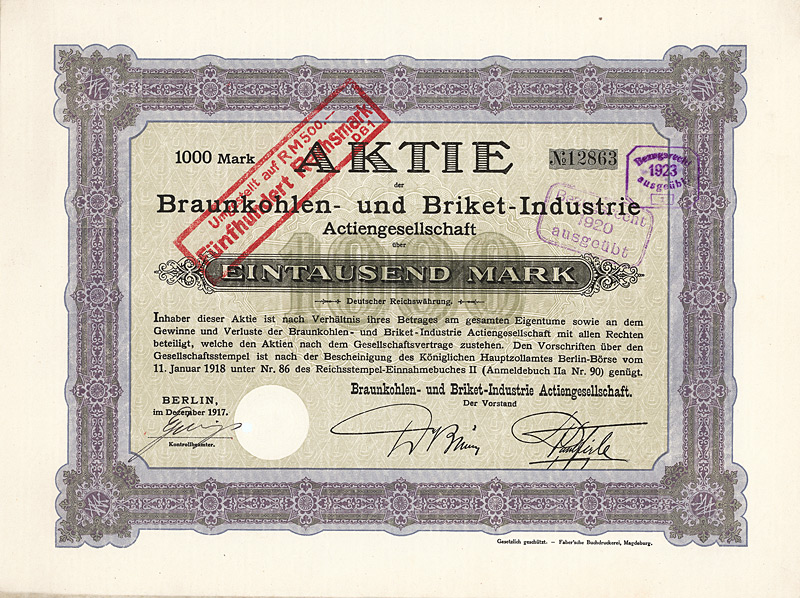
Aktie über 1000 Mark der Braunkohlen- und Briket-Industrie AG vom Dezember 1917

Gegründet wurde die Bubiag im Jahr 1900 durch den jüdischen Kohlengroßhändler Fritz Friedländer aus Gleiwitz unter finanzieller Beteiligung der AEG. Den Grundstock für das Unternehmen bildeten zwei kurz zuvor von Friedländer erworbene bzw. aufgeschlossene Braunkohlengruben bei Lauchhammer in der Niederlausitz, nämlich die Grube „Bismarck“ in Poley und die Grube „Milly“ in Bockwitz.
In den nächsten Jahren, insbesondere im zeitlichen Umfeld des Ersten Weltkrieges, wuchs das Unternehmen rasant und stieg zu einem der bedeutendsten Bergbauunternehmen des Lausitzer Reviers auf. In der Folge dehnte die Bubiag ihre Aktivitäten auf das Mitteldeutsche, das Nordhessische und das Rheinische Revier aus.
Im hart umkämpften Kohlemarkt der Industrialisierung des frühen 20. Jahrhunderts konnte sich die Bubiag gegen die Konkurrenz und Übernahmeversuche von Mitbewerbern, insbesondere der Gebrüder Ignaz und Julius Petschek, behaupten und bewahrte ihre Eigenständigkeit. Ab den 1920er Jahren kooperierte die Bubiag häufiger mit der Ilse Bergbau AG und mit den schlesischen Gräflich Schaffgotsch’schen Werken. Letztere (später Schaffgotsch-Bergwerksgesellschaft genannt) übernahmen in den 1930er Jahren die Aktienmehrheit an der Bubiag von der Friedländer-Gruppe.
Im Jahr 1934 wurde die Bubiag ein Gründungsmitglied der Braunkohle-Benzin AG (BRABAG). In diesem Zusammenhang erhielt die Bubiag einen Generallizenzvertrag für die gemeinsam mit den Didier-Werken entwickelten Bubiag-Didier-Generatoren. Diese wurden bis 1945 in fast allen Fischer-Tropsch-Anlagen verwendet. Die größten Bubiag-Didier-Anlagen gingen im Brabag-Werk Schwarzheide in Betrieb.
Der Geschäftsbetrieb der Bubiag in den ostdeutschen Revieren endete abrupt nach dem Zweiten Weltkrieg im Zuge der Besetzung Ostdeutschlands durch die Rote Armee und die sukzessive, entschädigungslose Enteignung von Betrieben und Anlagen durch die Sowjetische Militäradministration in Deutschland (SMAD) im Jahre 1945.
Nach dem Verlust ihrer Güter und Betriebe in Ostdeutschland und Schlesien verlagerte die Familie Schaffgotsch 1948 den Sitz der verbleibenden Unternehmensgruppe (einschließlich der Bubiag) nach München. Von den Bergbauaktivitäten der Bubiag, die ihren operativen Verwaltungssitz fortan in Hannoversch Münden hatte, blieben nur die nordhessischen Gruben, insbesondere im Borkener Revier, bei Frielendorf (1923 erworben, heute renaturierter Silbersee) und auf dem Meißner (Tagebaue Grebestein und Kalbe). Versuche, sich auch im Rheinischen Revier zu etablieren, wurden bald aufgegeben.
Im Jahr 1951 übernahm die Bubiag die Aktienmehrheit an der Elektrischen Licht- und Kraftanlagen AG (Elikraft). 1971 verschmolz Schaffgotsch die Bubiag mit ihrer Tochter Elikraft unter deren Firma. Die Elikraft diente fortan als zentrale Holding-Gesellschaft der Schaffgotsch-Gruppe. 1976 verlegte die Elikraft ihren Sitz nach Frankfurt am Main.
Nach dem Auslaufen des Nordhessischen Braunkohlebergbaus, schweren Verlusten und Kapitalschnitten in den 1970er und 1980er Jahren war die Elikraft überwiegend als reine Verwaltungsgesellschaft ohne echtes operatives Geschäft tätig. Ende der 1980er Jahre übernahm die Familie Rudolph aus Borken-Dillich die Mehrheit am Unternehmen und verlegte den Sitz 1989 nach Borken. Zuletzt (2011) betrieb die Elikraft mehrere Parkhäuser sowie zwei Wasserkraftwerke.

## Persönlichkeiten
- Karl Büren, 1916 bis 1934 Generaldirektor der Braunkohlen- und Brikett-Industrie AG